# Alessandro Matri
Alessandro Matri, né le 19 août 1984 à Sant'Angelo Lodigiano, est un footballeur international italien évoluant au poste d'attaquant.

## Carrière

### Club

#### Ses débuts
Alessandro est un pur produit du centre de formation du Milan AC, club avec lequel il débute en Serie A à 19 ans lors de la saison 2002-03. Il est titulaire pour le dernier match de la saison mais ne marque pas. Il reste au Milan AC la saison suivante mais ne participe qu'au championnat de l'équipe réserve. 

#### Divers prêts (2004-2007)
Il commence alors une série de prêts à partir de la saison 2004-05 : d'abord à Prato en Serie C1 où il marque 5 buts en 32 matchs malgré la relégation du club, puis à Lumezzane, toujours en Serie C1, saison où il sera plus prolifique (13 buts en 32 matchs) mais où l'équipe, reléguée elle aussi, ne sera guère plus chanceuse. Lors de la saison 2006-07, il est à nouveau prêté, cette fois au Rimini Calcio, en Serie B. Matri est une valeur sûre de l'équipe qui termine à la 5e place (4 buts pour 28 matchs).

#### Cagliari Calcio
En 2007-08, le Cagliari Calcio achète au Milan AC la moitié du contrat du joueur et l'intègre à son effectif. Titulaire dès la première journée, il marque contre Naples. Matri, pas toujours titulaire, va se montrer efficace et marquera 6 buts en 34 matchs. Davide Ballardini, l'entraîneur de l'époque, lui préfère le plus souvent Robert Acquafresca. L'équipe termine 14e de Serie A. Durant l'été, le Cagliari Calcio débourse 2,3 millions d'euros pour posséder l'intégralité du contrat. Sa deuxième saison sur l'île se solde par 6 buts en 31 matchs. Le Cagliari Calcio finit 9e.
Il obtient enfin une place de titulaire lors de la saison 2009-10, en marquant au moins un but en sept matchs consécutifs, égalisant un vieux record de Gigi Riva. À deux journées de la fin du championnat, il a joué 36 matchs et marqué 13 buts.
Durant la saison 2010-2011, Alessandro Matri confirme qu'il est le meilleur attaquant de son équipe en inscrivant 11 buts en 22 journées de championnat. 

#### Juventus FC
À la suite de ses performances et du départ de David Trezeguet, la Juventus s'intéresse au joueur lors du mercato hivernal, Matri débarque finalement à Turin le 31 janvier 2011 sous la forme d'un prêt de 2,5 millions d’euros. La Juventus pourra racheter le joueur à titre définitif à la fin de la saison pour un montant de 15,5 millions d’euros à payer sur trois ans. Il joue avec le même numéro de maillot qu’il portait à Cagliari, le 32.
La première apparition de Matri a lieu le 2 février lors du déplacement à Palerme où la Juve s’incline 2-1. Trois jours plus tard, il revient à Cagliari où il marque ses deux premiers buts sous le maillot de la « vieille dame ». À noter que lors de ce but, il n’exulte pas par respect envers ses anciens supporters. Le 13 février, il fait ses grands débuts avec la Juventus au Stadio Olimpico de Turin en inscrivant un magnifique but de la tête qui permet à la « Juve » de gagner contre l’Inter Milan, 1-0. Le 12 mars, en déplacement à Cesena, il marque son second doublé sous les couleurs de la Juventus (2-2) après celui de Cagliari. Le 3 avril, il marque le second but de la rencontre face à l'AS Rome, sur une passe de Fabio Grosso, qui permet aux « bianconeri » de gagner 0-2. Sept jours plus tard, il inscrit un nouveau but face au Genoa (3-2).

#### Retour à l'AC Milan
Fin août 2013, la rude concurrence due aux arrivées de Carlos Tévez et Fernando Llorente à la Juve poussera le joueur a rejoindre son club formateur, le Milan AC, qui a besoin de combler les longues blessures de Pazzini et El Shaarawy. Moins de six mois plus tard, avec un maigre bilan d'un seul but en 15 matchs, et un niveau de jeu plus qu'insuffisant à la pointe de l'attaque milanaise, il est loin de justifier les 11 M€  investis pour le rapatrier. Le retour de blessure de Pazzini en janvier 2014 permet alors de prêter Matri à l'AC Fiorentina jusqu'à la fin de saison.
Le Milan le prête une seconde fois ce coup-ci au Genoa (pour la saison 2014-2015) dans le cadre du transfert de Juraj Kucka vers le club lombard.

### Équipe nationale
Il est appelé pour la première fois en équipe nationale par le sélectionneur Cesare Prandelli pour un match amical face à l'Allemagne (1-1) le 9 février 2011, mais ne connaît pas sa première sélection lors de ce match. Sélectionné pour le match amical contre l'Ukraine, il rentre en jeu à la 2e mi-temps et marque son premier but lors de sa première prestation.

#### Buts en sélection
Le tableau suivant liste les résultats de tous les buts inscrits par Alessandro Matri avec l'équipe d'Italie.
| But | Date         | Stade, ville, pays | Adversaire | Résultat | Match, compétition |
| --- | ------------ | ------------------ | ---------- | -------- | ------------------ |
| 1er | 29 mars 2011 | Kiev, Ukraine      | Ukraine    | V 0-2    | Amical             |

## Palmarès
- Championnat d'Italie (3) :
  - Champion : 2012, 2013 et 2015.
- Coupe d'Italie : (1)
  - Vainqueur : 2015
  - Finaliste : 2012
- Supercoupe d'Ialie (1) :
  - Vainqueur : 2012
- Ligue des champions :
  - Finaliste : 2015